# Зефир Янковского
Зефир Янковского, или зефир Михаила Янковского (Ussuriana michaelis) — вид дневных бабочек из семейства голубянок (Lycaenidae). Вид назван в честь Михаила Ивановича Янковского (1842—1912), предпринимателя и натуралиста, изучавшего животный и растительный мир Дальнего Востока.

## Описание
Длина переднего крыла самцов 18—20 мм, самок 16—22 мм. Размах крыльев 28—40 мм. Передние лапки самцов несегментированные. Передние крылья самцов тёмно-бурые с оранжево-желтым полем в центральной части. Заднее крыло полностью тёмное. У самки оранжево-жёлтый цвет в окраске верхней стороне крыльев распространяется на большую часть переднего крыла и проявляется у заднего угла заднего крыла. Нижняя сторона крыльев лимонно-охристого цвета, на котором имеются чёрные точки у заднего угла передних и задних крыльев. Задние крылья с тонким и длинным хвостиком.

## Ареал
Россия (Южное Приморье), Корея, Китай. Встречаются редко и локально. Тем не менее, иногда, например в 1993 г., в Южном Приморье вид был многочисленным; позже его численность резко сократилась.

## Биология
За год развивается в одном поколении. Время лёта бабочек длится с конца августа по начало октября. Гусеницы развиваются на ясене носолистном (Fraxinus rhynchophylla). Мирмекофилы — посещаются муравьями. Окукливается в лесной подстилке.